# Vyšný Hrušov
Vyšný Hrušov és un poble i municipi d'Eslovàquia. Es troba a la regió de Prešov, al nord del país.

## Història
La primera referència escrita de la vila data del 1543.

## Demografia
| Godina             | 1994 | 2004   | 2014   | 2024   |
| ------------------ | ---- | ------ | ------ | ------ |
| Nombre de persones | 446  | 467    | 489    | 459    |
| Diferència         |      | +4,70% | +4,71% | −6,13% |

| Godina             | 2023 | 2024   |
| ------------------ | ---- | ------ |
| Nombre de persones | 465  | 459    |
| Diferència         |      | −1,29% |